# Lista över mixedmedaljörer i slalomvärldsmästerskapen i kanadensare
Detta är en lista över samtliga medaljörer i kanadensare i mixed-klassen i slalomvärldsmästerskapen i kanotsport.

## C-2
| Spel                   | Guld                                               | Silver                                         | Brons                                             |
| Tacen 1955             | Dana Martanová Jiří Pecka Tjeckoslovakien          | Simone Gavinet René Gavinet Frankrike          | Jarmila Pacherová Miroslav Čihák Tjeckoslovakien  |
| Augsburg 1957          | Brigitte Schmidt Manfred Glöckner Östtyskland      | Ellen Krügel Siegfried Seidemann Östtyskland   | Waltraud Schale Rudolf Seifert Östtyskland        |
| Genève 1959            | Rita Behrend Manfred Merkel Östtyskland            | Margitta Troger Günther Merkel Östtyskland     | Ellen Krügel Siegfried Seidemann Östtyskland      |
| Hainsberg 1961         | Vratislava Nováková Karel Novák Tjeckoslovakien    | Edith Nickel Willi Landers Östtyskland         | Jarmila Pacherová Václav Nič Tjeckoslovakien      |
| Spittal 1963           | Alenka Bernot Borut Justin Jugoslavien             | Margitta Krüger Werner Lempert Östtyskland     | Vratislava Nováková Karel Novák Tjeckoslovakien   |
| Spittal 1965           | Ludmilla Sirotková Václav Janoušek Tjeckoslovakien | Jiřina Šedivcová Josef Šedivec Tjeckoslovakien | Erika Schönfeld Horst Wängler Östtyskland         |
| Lipno 1967             | Jaroslava Krčálová Milan Svoboda Tjeckoslovakien   | Erika Uhlig Horst Wängler Östtyskland          | Edith Grabo Uwe Franz Östtyskland                 |
| Bourg St.-Maurice 1969 | Jitka Traplová Milan Svoboda Tjeckoslovakien       | Jarka Lutz Claude Lutz Frankrike               | Hana Křížková Jiří Koudela Tjeckoslovakien        |
| Meran 1971             | Hana Koudelová Jiří Koudela Tjeckoslovakien        | Jitka Legatová Milan Svoboda Tjeckoslovakien   | Ludmilla Sirotková Jiří Krejza Tjeckoslovakien    |
| Muotathal 1973         | Carol Knight Dave Knight USA                       | Barbara Holcombe Norman Holcombe USA           | Ria van Stipdonk Peter van Stipdonk Nederländerna |
| Skopje 1975            | Marietta Gillman Chuck Lyda USA                    | Rasa Dentremont George Lhota USA               | Mikki Piras Steve Draper USA                      |
| Spittal 1977           | Marietta Gillman Chuck Lyda USA                    | Linda Aponte John Kennedy USA                  | Kym Purdy Stuart Dry Australien                   |
| Bala 1981              | Elizabeth Hayman Fritz Haller USA                  | Barbara McKee John Sweet USA                   | Karen Marte Brett Sorensen USA                    |
| Pau 2017               | Margaux Henry Yves Prigent Frankrike               | Niccolo Ferrari Stefanie Horn Italien          | Veronika Vojtová Jan Mašek Tjeckien               |

## C-2 lag
| Spel                   | Guld | Silver | Brons                                                                                                |
| Augsburg 1957          | Waltraud Schale & Rudolf Seifert Margot Seidler & Helmut Schmieder Brigitte Schmidt & Manfred Glöckner Östtyskland | Bonnaud & Thezier Henriette Guette & Jean Olry E. Spahr & M. Spahr Frankrike                                              | – |
| Spittal 1965           | Edith Grabo & Werner Lempert Monika Lehmann & Rolf Müller Erika Schönfeld & Horst Wängler Östtyskland              | Milada Absolonová & Antonín Absolon Ludmilla Sirotková & Václav Janoušek Jiřina Šedivcová & Josef Šedivec Tjeckoslovakien | Simone Blanc & Gérard Ghidini Michele Olry & Michel Berthenet Henriette Guette & Jean Olry Frankrike |
| Bourg St.-Maurice 1969 | Jitka Traplová & Milan Svoboda Hana Křížková & Jiří Koudela Alena Prouzová & Petr Horyna Tjeckoslovakien           | Françoise Labarelle & Ernest Labarelle Jarka Lutz & Claude Lutz Marie-France Curtil & Daniel Curtil Frankrike             | Louise Wright & Paul Liebman Nancy Southworth & Tom Southworth Gay Fawcett & Mark Fawcett USA        |